# Te Roroa
Te Roroa, pleme (iwi) Maora iz Northlanda koji su u prošlosti živjeli na sjeveru North Islanda (Novi Zeland), od Kaipara Harboura na sjever do Hokianga Harboura, uključujući i kauri-šume Waipoua Forest. Najvažnija sveta mjesta ili Wahi Tapu plemena Te Roroa bila su Manuwhetai and Whangaiariki, Maunganui Bluff, Kawerua, Waipoua, Kaharau, Te Taraire i jezera Taharoa i Kaiiwi.
Prema tradiciji Te Roroa su potomci Manumanu I i njewgovog brata Rangitauwawaro, koji su migrirali u dolinu Waimamaku, gdje su se oni i njihovi potomci ženili s lokalnim plemenima Ngāi Tuputupuwhenua, Te Tini-o-Kui, Te Uri-o-Nuku (iz kanua Ngātokimatawhaorua), Ngāti Ruanui (iz kanua Māmari), Ngāti Kahu i Ngāi Tamatea (iz kanua Tinana, Māmaru i Tākitimu), Ngāti Miru (iz kanua Mataatua), i drugim plemenima, uključujući i Ngāti Rangi i Ngāti Ririki.
Rori, jedna skupina plemena Ngapuhi protjerali su pleme Te Roroa 1795. iz doline Waimamaku nakon čega su pobjegli u Waipoua gdje su se priključili pomiješali s drugom ngapihijskom skupinom, Parore's.